# Tjiflik (distrikt i Lovetj)
Tjiflik (bulgariska: Чифлик) är ett distrikt i Bulgarien.   Det ligger i kommunen Obsjtina Trojan och regionen Lovetj, i den centrala delen av landet, 160 km öster om huvudstaden Sofia.
Omgivningarna runt Tjiflik är en mosaik av jordbruksmark och naturlig växtlighet. Runt Tjiflik är det ganska tätbefolkat, med 124 invånare per kvadratkilometer.